# Comuna Novopetrivka, Mîkolaiivka
Novopetrivka (în ucraineană Новопетрівка) este o comună în raionul Mîkolaiivka, regiunea Odesa, Ucraina, formată din satele Hvozdivka, Novopetrivka (reședința), Pereselenți și Șîroke.

## Demografie
Componența lingvistică a comunei Novopetrivka
     Ucraineană (90,29%)
     Română (5,85%)
     Rusă (2,71%)
     Alte limbi (0,35%)
Conform recensământului din 2001, majoritatea populației comunei Novopetrivka era vorbitoare de ucraineană (90,29%), existând în minoritate și vorbitori de română (5,85%) și rusă (2,71%).